# Bianco Pisano di San Torpè
Il Bianco Pisano di San Torpè è un vino DOC la cui produzione è consentita nelle province di Livorno e Pisa.

## Caratteristiche organolettiche
- colore: paglierino più o meno intenso
- odore: vinoso, vivace, caratteristico
- sapore: secco, delicato, armonico

## Produzione
Provincia, stagione, volume in ettolitri
- Livorno  (1990/91)  105,0
- Pisa  (1990/91)  11595,5
- Pisa  (1991/92)  10277,46
- Pisa  (1992/93)  11663,07
- Pisa  (1993/94)  11482,54
- Pisa  (1994/95)  10658,13
- Pisa  (1995/96)  8859,55
- Pisa  (1996/97)  8533,49